# Нова Бистшиця
Нова Бистшиця (пол. Nowa Bystrzyca, нім. Neuweistritz) — село в Польщі, у гміні Бистшиця-Клодзька Клодзького повіту Нижньосілезького воєводства.
Населення — 277 осіб (2011).
У 1975—1998 роках село належало до Валбжиського воєводства.

## Демографія
Демографічна структура станом на 31 березня 2011 року:
|          | Загалом | Допрацездатний вік | Працездатний вік | Постпрацездатний вік |
| -------- | ------- | ------------------ | ---------------- | -------------------- |
| Чоловіки | 132     | 29                 | 95               | 8                    |
| Жінки    | 145     | 21                 | 94               | 30                   |
| Разом    | 277     | 50                 | 189              | 38                   |